# EON Productions
EON Productions er en britisk filmvirksomhed, der blev dannet i 1961 for at Albert R. Broccoli og Harry Saltzman kunne lave James Bond-filmene. Saltzman havde inden købt rettighederne til at filmatisere James Bond fra forfatteren Ian Fleming.
EON Productions fik et datterselskab Danjaq LLC samme år som lanceringen af den allerførste James Bond-film, Dr. No, i 1962.
I 1975 solgte Harry Saltzman dog sin andel på 50% af aktierne i firmaet til selskabet United Artists. Albert R. Broccolis aktier overgik ved hans død til hans datter Barbara Broccoli og hans stedsøn Michael G. Wilson som i dag ejer selskabet, der har produceret på samtlige James Bond-film efter Brocolis død.

## Ekstra Info
- Forkortelsen bag EON er aldrig blevet offentliggjort og helt indtil sin død afslog Albert R. Broccoli at det skulle stå for noget specielt.
- EA Games lancerede i 2004 James Bond-spillet Everything or Nothing – og mange tolkede dette som værende forklaring på forkortelsen EON.[kilde mangler]
- I år 2000 truede EON Productions med at sagsøge Cheapass Games, da de ville udgive et kortspil kaldet Before i kill you, Mr. Bond. Navnet blev ændret til Before I kill you, Mr. Spy, hvilket heller ikke faldt i god jord hos rettighedshaverne. Spillet blev siden udsendt i 2004 under navnet James Ernest's Totally Renamed Spy Game, men 2016 ændret tilbage Before I kill you, Mr. Spy efter en crowdfunding.[1]